# 中国广电寿光公司
中国广电山东网络有限公司寿光市分公司，旧名山东广电网络有限公司寿光分公司，又称山东有线寿光分公司，简称寿光广电网络或寿光有线，是中国广电山东网络有限公司在寿光市设立的一家县级分公司，成立于2012年7月2日，其前身为1999年3月4日成立的寿光市广播电视网络传输中心，主要负责全市有线电视網路的规划、建设、改造、经营和管理，保证有线电视網路安全运行和广播电视节目的安全优质播出。公司现设有16处营业部。

## 历史与沿革
2010年，山东省委、省政府确定整合全省广电网络资源。此后，省委、省政府曾多次发文要求限期实现「全省一张网」。而寿光市对此也高度重视，并及时推进相关工作。2012年3月28日，寿光市广播电视网络传输中心与寿光广播影视集团正式分离。同年7月2日，山东广电网络有限公司寿光分公司在寿光市广播电视网络传输中心的基础上挂牌成立，而寿光市的广电网络资产审计评估也基本接近尾声。寿光有线还在当年开通了导视服务频道「数字视界」，并将山东有线「高清畅享馆」在寿光境内落地播出。
然而在此后的一段时间内，寿光有线依然与市广播电视台共用前端机房，而机房的日常维护和管理也依旧由市广播电视台负责。市广播电视台在有线数字电视網路中延续了模拟信号时期的做法，于前端私自加装了广告插播系统，使得插播广告问题一直无法得到有效解决。2013年9月，寿光有线迁入新建的省级标准化前端机房，并按照省公司的要求解决了电视台人员兼职问题。2014年1月，寿光有线由原先的市级播控平台逐步切换至全省统一的前端播控平台。至此，插播广告问题已得到彻底解决。
2015年4月2日，寿光有线启用全省统一客服热线96123。2017年左右，寿光有线「数字视界」频道事实上已处于停播状态，及后随着2018年12月27日寿光电视台高清改造进行的频道调整而彻底停播。
2021年6月25日，公司正式更名为中国广电山东网络有限公司寿光市分公司。

## 机构设置
中国广电山东网络有限公司寿光市分公司设置下列机构:396：

### 内设机构
- 综合部
- 市场部
- 技术部

### 分支机构
- 现代营业部
- 汇文营业部
- 东城营业部
- 圣城营业部
- 西城营业部
- 田柳营业部
- 古城营业部
- 侯镇营业部
- 孙集营业部
- 纪台营业部
- 稻田营业部
- 上口营业部
- 台头营业部
- 化龙营业部
- 羊口营业部
- 营里营业部

## 历任领导
总经理
- 李志伟（2012年7月—2018年5月）
- 李秉桦（2018年5月—2025年2月）
- 李太山（2025年2月—）

## 主营业务
- 有线数字电视（DVB平台）
- 享TV（IPTV）
- 宽带服务
- 集客业务
- 移网业务